# Балфор (Північна Дакота)
Балфор (англ. Balfour) — місто (англ. city) в США, в окрузі Макгенрі штату Північна Дакота. Населення — 20 осіб (2020).

## Географія
Балфор розташований за координатами 47°57′6″ пн. ш. 100°32′3″ зх. д. / 47.95167° пн. ш. 100.53417° зх. д. (47.951754, -100.534284).  За даними Бюро перепису населення США в 2010 році місто мало площу 1,27 км², уся площа — суходіл. В 2017 році площа становила 1,46 км², уся площа — суходіл.

## Демографія
Згідно з переписом 2010 року, у місті мешкало 26 осіб у 14 домогосподарствах у складі 6 родин. Густота населення становила 21 особа/км².  Було 18 помешкань (14/км²).
Расовий склад населення:
| - 96,2 % — білих - 3,8 % — корінних американців |

До двох чи більше рас належало 0,0 %. Частка іспаномовних становила 3,8 % від усіх жителів.
За віковим діапазоном населення розподілялося таким чином: 15,4 % — особи молодші 18 років, 76,9 % — особи у віці 18—64 років, 7,7 % — особи у віці 65 років та старші. Медіана віку мешканця становила 46,0 року. На 100 осіб жіночої статі у місті припадало 100,0 чоловіків;  на 100 жінок у віці від 18 років та старших — 120,0 чоловіків також старших 18 років.
Цивільне працевлаштоване населення становило 3 особи. Основні галузі зайнятості: освіта, охорона здоров'я та соціальна допомога — 66,7 %, виробництво — 33,3 %.